# Liguilla Pre-Libertadores 1993 (Chile)
La Liguilla Pre-Libertadores 1993 fue la 19.ª versión del torneo clasificatorio para Copa Libertadores de América organizado por la Asociación Nacional de Fútbol Profesional. 
El ganador de esta edición fue Unión Española que obtuvo el mayor puntaje en la liguilla final, clasificando a la Copa Libertadores 1994.

## Reglas
Al igual que los dos años anteriores se desarrolla en dos etapas, los seis equipos clasificados, que corresponden a aquellos que ocuparon los lugares segundo a séptimo en la tabla final del Torneo Nacional, disputan una primera fase formando tres parejas, de las cuales los tres primero y el mejor segundo clasifican para jugar la liguilla final, todos contra todos.  
En caso de igualdad de puntaje de dos equipos, se juega un partido único de definición. 

## Equipos participantes
| Equipo               | Vía de clasificación                               |
| -------------------- | -------------------------------------------------- |
| Cobreloa             | Subcampeón de la Primera División de Chile 1993    |
| Universidad Católica | Tercer lugar de la Primera División de Chile 1993  |
| Universidad de Chile | Cuarto lugar de la Primera División de Chile 1993  |
| Unión Española       | Quinto Lugar de la Primera División de Chile 1993  |
| Deportes Temuco      | Sexto Lugar de la Primera División de Chile 1993   |
| O'Higgins            | Séptimo lugar de la Primera División de Chile 1993 |

## Desarrollo Primera fase clasificatoria
Primera llave
| Eliminatoria Liguilla Pre-Libertadores 1993 1ª Fase; 12 de enero de 1994 | Cobreloa | 1:2 (0:2) | O'Higgins               | Estadio Municipal, Calama                                |                                                          |
|                                                                          | Azás 63' |           | 16' Rojas · 30' Riveros | Asistencia: 4.803 espectadores Árbitro(s): Enrique Marín | Asistencia: 4.803 espectadores Árbitro(s): Enrique Marín |

| Eliminatoria Liguilla Pre-Libertadores 1993 1ª Fase; 15 de enero de 1994 | O'Higgins  | 1:3 (1:0) (Global 3:4) | Cobreloa                                    | Estadio El Teniente, Rancagua                            |                                                          |
|                                                                          | Moyano 13' |                        | 50' González · 72' Covarrubias · 87'Álvarez | Asistencia: 7.012 espectadores Árbitro(s): Iván Guerrero | Asistencia: 7.012 espectadores Árbitro(s): Iván Guerrero |
| Clasifica Cobreloa                                                       |            |                        |                                             |                                                          |                                                          |

Segunda llave
| Eliminatoria Liguilla Pre-Libertadores 1993 1ª Fase; 12 de enero de 1994 | Universidad Católica | 1:1 (0:1) | Deportes Temuco | Estadio San Carlos de Apoquindo, Santiago                      |                                                                |
|                                                                          | Tudor 82' (pen.)     |           | 21' Fracchia    | Asistencia: 8.675 espectadores Árbitro(s): Salvador Imperatore | Asistencia: 8.675 espectadores Árbitro(s): Salvador Imperatore |

| Eliminatoria Liguilla Pre-Libertadores 1993 1ª Fase; 15 de enero de 1994 | Deportes Temuco | 1:0 (0:0) (Global 2:1) | Universidad Católica | Estadio Germán Becker, Temuco                            |                                                          |
|                                                                          | Peña 87'        |                        |                      | Asistencia: 12.628 espectadores Árbitro(s): Carlo Robles | Asistencia: 12.628 espectadores Árbitro(s): Carlo Robles |
| Clasifica Deportes Temuco                                                |                 |                        |                      |                                                          |                                                          |

Tercera llave
| Eliminatoria Liguilla Pre-Libertadores 1993 1ª Fase; 12 de enero de 1994 | Universidad de Chile                      | 3:0 (0:0) | Unión Española | Estadio Nacional, Santiago                                 |                                                            |
|                                                                          | C. Castañeda 54' · Ibáñez 68' · Puyol 75' |           |                | Asistencia: 18.984 espectadores Árbitro(s): Eduardo Gamboa | Asistencia: 18.984 espectadores Árbitro(s): Eduardo Gamboa |

| Eliminatoria Liguilla Pre-Libertadores 1993 1ª Fase; 15 de enero de 1994        | Unión Española | 1:0 (0:0) (Global 1:3) | Universidad de Chile | Estadio Santa Laura, Santiago                           |                                                         |
|                                                                                 | Fuentes 78'    |                        |                      | Asistencia: 7.887 espectadores Árbitro(s): Hernán Silva | Asistencia: 7.887 espectadores Árbitro(s): Hernán Silva |
| Clasifica Universidad de Chile. Clasifica Unión Española como el mejor segundo. |                |                        |                      |                                                         |                                                         |

## Desarrollo Liguilla Clasificatoria
Primera Fecha
| Liguilla Pre-Libertadores 1993 1º fecha; 18 de enero de 1994 | Deportes Temuco                                 | 3:0 (2:0) | Cobreloa | Estadio Nacional, Santiago                                 |                                                            |
|                                                              | Morales 27' · Latín 36' · Montecinos 67' (pen.) |           |          | Asistencia: 33.035 espectadores Árbitro(s): Eduardo Gamboa | Asistencia: 33.035 espectadores Árbitro(s): Eduardo Gamboa |

| Liguilla Pre-Libertadores 1993 1º fecha; 18 de enero de 1994 | Universidad de Chile | 0:0 | Unión Española | Estadio Nacional, Santiago                                |  |
|                                                              |                      |     |                | Asistencia: 33.035 espectadores Árbitro(s): Enrique Marín |  |

Segunda Fecha
| Liguilla Pre-Libertadores 1993 2º fecha; 20 de enero de 1994 | Unión Española | 1:0 (1:0) | Cobreloa | Estadio Nacional, Santiago                                      |                                                                 |
|                                                              | Fuentes 37'    |           |          | Asistencia: 33.962 espectadores Árbitro(s): Salvador Imperatore | Asistencia: 33.962 espectadores Árbitro(s): Salvador Imperatore |

| Liguilla Pre-Libertadores 1993 2º fecha; 20 de enero de 1994 | Universidad de Chile | 1:1 (1:0) | Deportes Temuco | Estadio Nacional, Santiago                               |                                                          |
|                                                              | Ibáñez 39'           |           | 72' Arancibia   | Asistencia: 33.963 espectadores Árbitro(s): Hernán Silva | Asistencia: 33.963 espectadores Árbitro(s): Hernán Silva |

Tercera Fecha 3
| Liguilla Pre-Libertadores 1993 3º fecha; 23 de enero de 1994 | Universidad de Chile      | 2:1 (0:0) | Cobreloa    | Estadio Nacional, Santiago                                |                                                           |
|                                                              | Beltramo 67' · Abarca 89' |           | 52' Álvarez | Asistencia: 11.561 espectadores Árbitro(s): Carlos Robles | Asistencia: 11.561 espectadores Árbitro(s): Carlos Robles |

| Liguilla Pre-Libertadores 1993 3º fecha; 23 de enero de 1994 | Unión Española | 1:0 (0:0) | Deportes Temuco | Estadio San Carlos de Apoquindo, Santiago                 |                                                           |
|                                                              | Lucca 58'      |           |                 | Asistencia: 15.000 espectadores Árbitro(s): Iván Guerrero | Asistencia: 15.000 espectadores Árbitro(s): Iván Guerrero |

## Tabla de posiciones
|  | Pos. | Equipos              | PJ | PG | PE | PP | GF | GC | Dif. | Pts. |
|  | ---- | -------------------- | -- | -- | -- | -- | -- | -- | ---- | ---- |
|  | 1.   | Unión Española       | 3  | 2  | 1  | 0  | 2  | 0  | +2   | 5    |
|  | 2.   | Universidad de Chile | 3  | 1  | 2  | 0  | 3  | 2  | +1   | 4    |
|  | 3.   | Temuco               | 3  | 1  | 1  | 1  | 4  | 2  | +2   | 3    |
|  | 4.   | Cobreloa             | 3  | 0  | 0  | 3  | 1  | 6  | -5   | 0    |
|  |      |                      |    |    |    |    |    |    |      |      |

|  | Unión Española se adjudicó como Campeón de la Liguilla Pre-Libertadores 1993, por lo demás clasifica para la Copa Libertadores 1994 como "Chile 2". |

## Ganador
| Chile                                   |
| Ganador Unión Española                  |
| Clasificado a la Copa Libertadores 1994 |